# Podróż Natty Gann
Podróż Natty Gann – amerykański film przygodowy z 1985 roku.

## Główne role
- Meredith Salenger jako Natty Gann
- John Cusack jako Harry
- Ray Wise jako Sol Gann
- Lainie Kazan jako Connie
- Scatman Crothers jako Sherman
- Barry Miller jako Parker
- Zachary Ansley jako Louie

## Fabuła
Natty Gann ma 12 lat. Ojciec, który ją wychowuje, wyrusza do Waszyngtonu za pracą. Córką opiekuje się pewna kobieta. Natty ucieka od niej i wyrusza szukać ojca. Zaprzyjaźnia się z pewnym wilkiem, który jest wykorzystywany w krwawych walkach psów. Natty razem z nim wyrusza w podróż.

## Nagrody i nominacje
Oscary za rok 1985
- Najlepsze kostiumy - Albert Wolsky (nominacja)